# Better Off (Alone, Pt. III)
«Better Off (Alone, Pt. III)» — песня норвежского диджея и музыкального продюсера Алана Уокера, голландской группы Dash Berlin и британского ютубера и музыканта Викрама Барна, более известного как Vikkstar, выпущенная 28 сентября 2023 года лейблом MER Musikk и Columbia Records. Песня является дебютным синглом Барна и является частью серии песен Уокера, которая включает песни «Alone» и «Alone, Pt. II». В песне присутствует семпл песни «Better Off Alone», написанной основателями Dash Berlin Элке Калбергом и Себастианом Молейном, как евродэнс-проекта Alice Deejay.

## Предыстория
Уокер и Барн познакомились более чем за пять лет до выхода песни. Уокер заявил, что работа с Dash Berlin и Барном была «творческим вихрем», и что они «переосмыслили любимую жемчужину 90-х годов, наполнив её современной изюминкой, которая обязательно резонирует со старыми и новыми поклонниками». Он добавил, что сотрудничество «воплощает магию музыки — слияние ностальгии и инноваций». Барн заявил, что для него было честью, что его дебютный сингл был сотрудничеством с Уокером и Dash Berlin, которых он описал как имеющих «легендарную репутацию». Член Dash Berlin Райан Фирет, который является фронтменом группы с 2022 года, сказал, что он «гордится тем, что является частью этой знаменательной команды», отмечая 25-летие с момента выхода «Better Off Alone».

## Отзывы критиков
Мальвика Падин из Earmilk сказал, что в песне была «поднимающаяся атмосфера, обернутая вокруг неё» и что серия Alone была «значимой трилогией, построенной на нотах позитива, единства и ободрения как на танцполе, так и за его пределами». Нико Сани из EDM.com заявил, что Алан Уокер «с помощью Dash Berlin и Vikkstar [сделал] композицию, наполненную до краев опьяняющей ностальгией, любезно предоставленной его завораживающим ритмом евродэнса». Jacca сказал RouteNote: «Тема единения и поддержки проходит через основу каждого сингла, и нигде она не более очевидна, чем в этой песне. „Я думаю, тебе лучше пойти“ — обнимает слушателя и берёт его с собой в путешествие, которое совершили Алан Уокер, Vikkstar и Dash Berlin». EDM Reviewer написал: «Песня начинается с ностальгического риффа, возглавляемого увлекательным женским вокалом, который производит хорошее впечатление. В качестве тизера запоминающийся фортепианный аккорд заставляет песню идти с хлопания ногами, и вскоре мы достигаем сердца песни. Главный хук, оригинальная мелодия в сочетании с фортепианным дип-хаусом, сразу же привлекает внимание и хорошо сочетается с отличным вокалом».

## Список композиций
| №  | Название                      | Длительность |
| -- | ----------------------------- | ------------ |
| 1. | «Better Off (Alone, Pt. III)» | 2:31         |

| №  | Название                                                 | Длительность |
| -- | -------------------------------------------------------- | ------------ |
| 1. | «Better Off (Alone, Pt. III)» (D-Block & S-te-Fan Remix) | 2:58         |

| №  | Название                                            | Длительность |
| -- | --------------------------------------------------- | ------------ |
| 1. | «Better Off (Alone, Pt. III)» (Timmy Trumpet Remix) | 2:42         |

## Чарты
| Чарт (2023–2024)                           | Высшая позиция |
| ------------------------------------------ | -------------- |
| Венгрия (Dance Top 40)                     | 3              |
| Венгрия (Rádiós Top 40)                    | 1              |
| New Zealand Hot Singles (RMNZ)             | 26             |
| Norway (VG-lista)                          | 30             |
| South Korea BGM (Circle)                   | 89             |
| Sweden Heatseeker (Sverigetopplistan)      | 3              |
| Великобритания (OCC UK Singles Downloads)  | 19             |
| UK Singles Sales (OCC)                     | 23             |
| США (Billboard Hot Dance/Electronic Songs) | 32             |

| Чарт (2024)                               | Позиция |
| ----------------------------------------- | ------- |
| Hungary (Dance Top 40)                    | 8       |
| Hungary (Rádiós Top 40)                   | 20      |
| US Hot Dance/Electronic Songs (Billboard) | 98      |

## Сертификации
| Регион                                                                      | Сертификация | Продажи |
| --------------------------------------------------------------------------- | ------------ | ------- |
| Канада (Music Canada)                                                       | Золотой      | 40 000  |
| Данные о продажах + прослушиваниях приведены только на основе сертификации. |              |         |